# Mogrus linzhiensis
Mogrus linzhiensis là một loài nhện trong họ Salticidae.
Loài này thuộc chi Mogrus. Mogrus linzhiensis được Hsen Hsu Hu miêu tả năm 2001.